# I. Károly portugál király

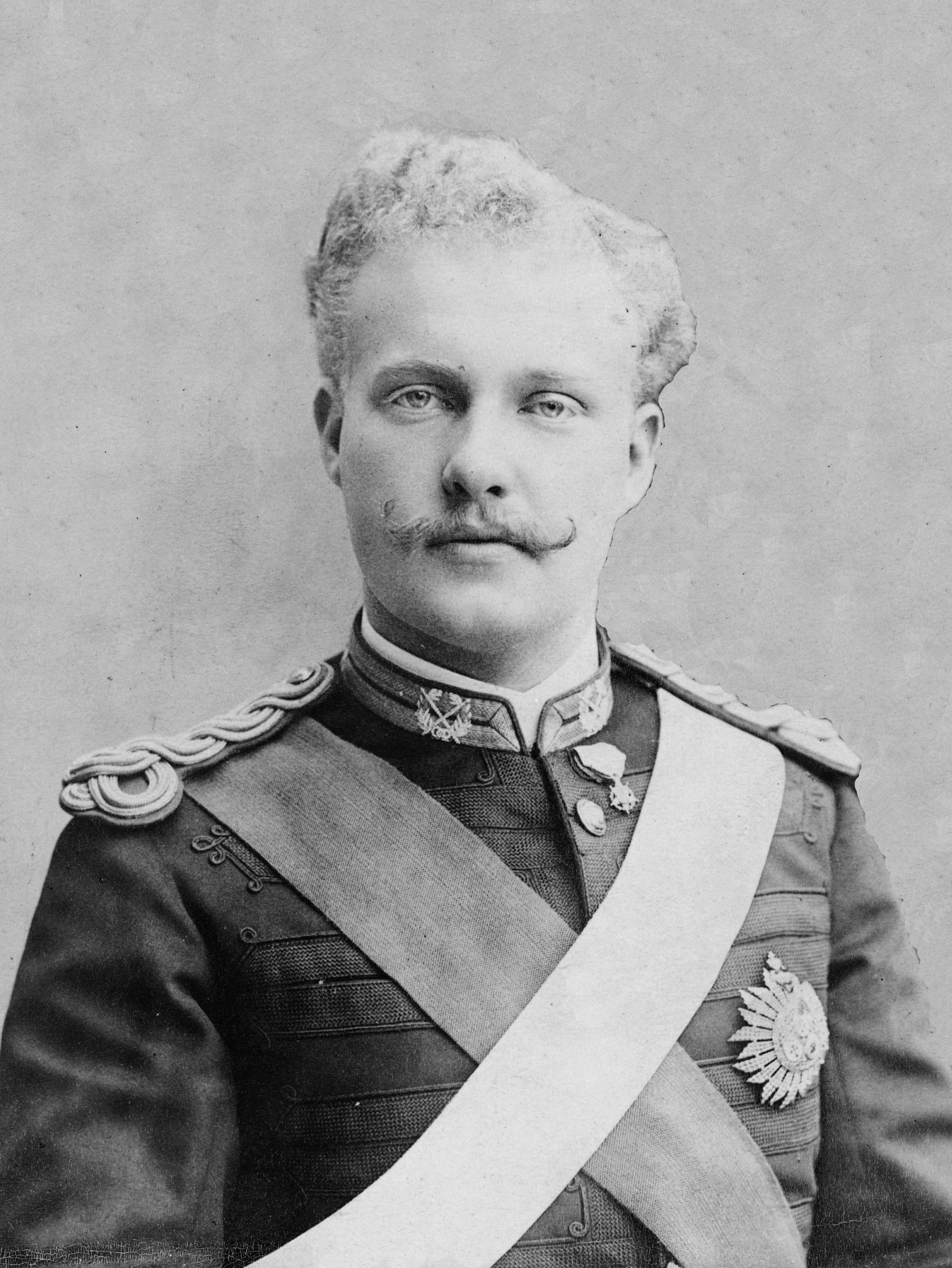
I. Károly portugál király

I. Károly (portugálul "Dom Carlos I"), (Lisszabon, 1863. szeptember 28. – Lisszabon, 1908. február 1.) teljes nevén portugálul: Carlos Fernando Luís Maria Victor Miguel Rafael Gabriel Gonzaga Xavier Francisco de Assis José Simão de Bragança-Sabóia-Bourbon e Saxe-Coburgo-Gota Portugália utolsó előtti királya volt.
Az első öt nevét korabeli portugál szokások szerint a felmenők iránti tiszteletből kapta. Károly anyai dédapja, Fernando apai nagyapja, Luís apja, Maria az anyja és végül Victor az anyai nagyapja II. Viktor Emánuel olasz király keresztneve volt. A következő nyolc név a Bragança családban hagyományként a három arkangyal és a védőszentek neveit idézi.
I. Lajos portugál király és Savoyai Mária Pia hercegnő elsőszülött fia volt. Egyetlen öccse Bragançai Alfonz infáns (1865–1920), aki második gyermekként a Porto hercege nemesi címet viselte. Hívták „A diplomatának”, „A mártírnak”, és „Óceanográfusnak” is.

## Gyermekkora és tanulmányai

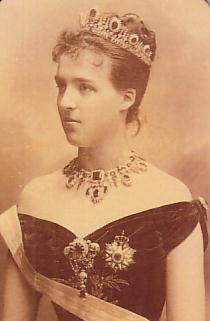
Orléans-i Amália portugál királyné

Károly elsőszülöttként a királyi trón várományosa volt, ezért kezdetektől az örökösnek járó Portugália királyi hercege és Bragança hercege nemesi címeket viselte. Kora gyermekkorától készítették az alkotmányos uralkodásra; számos idegen nyelvet tanult. Fiatalon több európai uralkodóház udvarát megjárta. 1883-ban tanulmányútra utazott Angliába, Németországba, Ausztriába és Franciaországba, hogy tudását kora modern társadalmainak kultúrájával gyarapítsa.
Első menyasszonyjelöltje a későbbi III. Frigyes német császár egyik lánya, Viktória volt, azonban a vallási különbségek hamarosan leküzdhetetlen akadálynak bizonyultak, és az esküvő a brit diplomácia nyomására meghiúsult. Később megismertették Orléans-i Amália (franciául „Amélie D`Orléans”) francia hercegnővel, Orléans-i Lajos Fülöpnek, Párizs grófjának (a francia trónkövetelőnek) az elsőszülött lányával, akit rövid jegyesség után, 1886. május 22-én a lisszaboni Szent Domonkos-templomban feleségül vett.

## Az „ultimátumválság”
Károly 1889. október 19-én, apja halála után lépett a trónra. 1889. december 28-án iktatták be Portugália királyi hivatalába. Kortársai intelligens és extravagáns emberként tartották számon. Uralkodását folyamatos politikai válságok, és ebből adódó társadalmi elégedetlenségek jellemezték. 1890-ben, röviddel trónra kerülése után, Nagy Britannia felszólította Portugáliát az Afrikában, Angola és Mozambik között fekvő területek elhagyására, hadiállapot kihirdetésével fenyegetve meg az országot, amennyiben rövid időn belül nem tenne eleget az ultimátumnak. Portugália ezt a területet az 1870-es évektől kezdve, gyarmatosító terjeszkedése során, történelmi jogokra hivatkozva kezdte elfoglalni abból a célból, hogy Afrika keleti és nyugati partján már létező két gyarmatát szárazföldön köthesse össze. Célja azonban összeütközésbe került a Brit Birodalom saját távlati törekvéseivel, nevezetesen ,hogy egyetlen egységes gyarmatot alakítson ki Egyiptomtól Dél-Afrikáig. Minthogy Portugália gazdaságilag csődhelyzetben volt, – ebben az évtizedben már másodszor vált az ország fizetésképtelenné – nem engedhette meg magának a háborúskodást. Engedve a követelésnek, visszavonulásával fontos gyarmati területeket vesztett el. Az erőteljes nemzeti felzúdulást meglovagolva, a republikánus propaganda a koronát hirdette felelőssé a történtekért. Az erősödő monarchia ellenes légkör 1891. január 31-én, Portóban lázadásba torkollt, amelyet bár vérbe fojtottak, megmutatta, hogy a republikánus eszmék lassan elterjednek a városokban, a munkásrétegek között.

## Károly, a diplomata
Noha uralkodása kezdetén súlyos válsághelyzet alakult ki Nagy-Britanniával, a világ akkori legnagyobb hatalmával, a király meg tudta fordítani a helyzetet kiemelkedő diplomáciai tehetségének köszönhetően. Hozzájárult ehhez az a tény is, hogy Károly rokonságban állt a fontosabb európai uralkodóházakkal. Számtalan alkalommal utazott külföldre. 1901-ben Viktória királynő temetésén képviselte Portugáliát. Diplomáciai sikereként könyvelhető el, hogy 1903-ban VII. Eduárd brit király első külföldi útja uralkodóként Portugáliába vezetett. A következő években Károly Lisszabonban fogadta XIII. Alfonz a fiatal spanyol uralkodót, Alexandra brit királynét, VII. Eduárd király feleségét és II. Vilmos német császárt és porosz királyt. 1905-ben vendégül látta Émile Loubet-t a Francia Köztársaság elnökét, akinek a látogatását a republikánusok lelkes megmozdulásokkal fogadták. 1904-ben Károly és Amália viszonozták a látogatásokat Spanyolországban, a Francia Köztársaságban és Angliában. 1908-ban a királyi család tervezett egy emléklátogatást Brazíliába, hogy megünnepeljék a brazil kikötők megnyitásának századik évfordulóját, amire azonban tragikus események miatt már nem került sor.

## A Franco-kormány

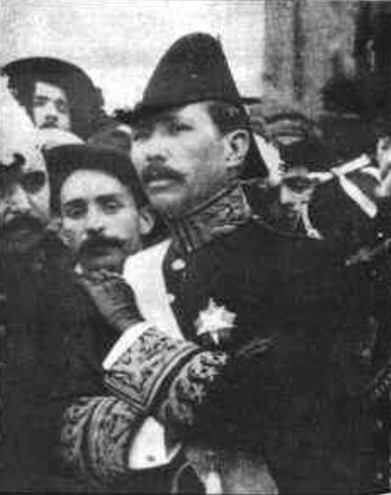
João Franco miniszterelnök

Károly uralkodását végigkísérték az ország tengerentúli területeire is ható politikai és gazdasági válságok. Az általános instabilitáshoz hozzájárult a két vezető politikai párt, a Partido Progressista (Haladó Párt) és a Partido Regenerador (Újjászületés Pártja) váltakozó hatalomgyakorlása. Károly király a gyakori kormánybukások után, 1906-ban kinevezte miniszterelnöknek João Francót, a politikai színtéren viszonylag új balközép Partido Regenerador Liberal (Liberális Újjászületés Pártja) vezetőjét, aki a Partido Progressistával alakított kormányt. 1907 márciusától a társadalmi elégedetlenségek és egyetemi tüntetéssorozatok miatt Francót folyamatosan támadták képviselőházban. A Progresszív Párt miniszterei lemondtak. A kisebbségbe került miniszterelnök javasolta, hogy a király oszlassa fel a parlamentet, de halassza el az új választás kiírását. Károly 1907-ben feloszlatta a parlamentet, amire válaszul a republikánus ellenzék, valamint Franco monarchista szellemű ellenzői is heves kormányellenes propagandába kezdtek, és a diktatúra bevezetése miatt magát az uralkodót is támadták. A diktatórikus rezsim bevezetése további republikánus megmozdulásokhoz vezetett, a köztársaságnak országszerte egyre több és több hívet szerezve.

## Az 1908. évi királygyilkosság

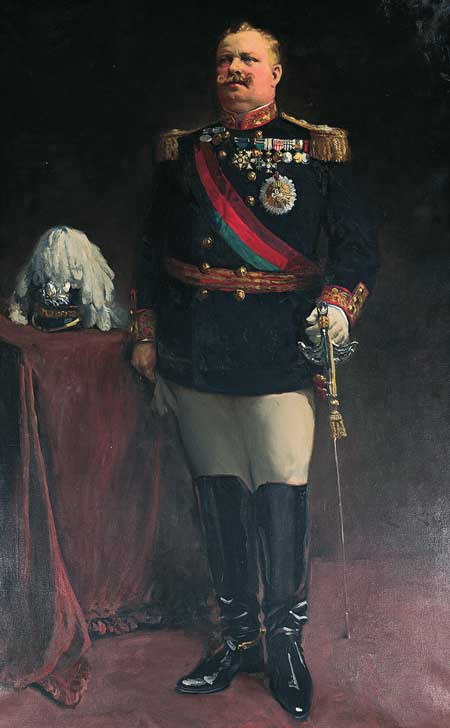
I. Károly, Portugália királya

1908-ban – ahogy az megszokott volt minden év elején – Károly egész családjával elutazott Vila Viçosába egy a fővárostól 200 km-re keletre fekvő faluba, ahol kedvenc palotája és a Bragança család ősi lakhelye található, hogy közismert vadászszenvedélyének hódoljon.
Eközben a politikai helyzet tovább súlyosbodott a fővárosban. Franco miniszterelnök ellen tüntetők kirobbantanak egy felkelést, amit azonban január 28-án levernek. João Franco tovább fokozva a feszültséget, kiadott egy dekrétumot, amely lehetővé tette a felkelő republikánusok ázsiai gyarmatokra való végleges kitoloncolását. A király január 30-án Vila Viçosában ellenjegyzi a rendeletet.
1908. február 1-jén a királyi család visszaindult Lisszabonba a Vila Viçosa-i hercegi palotából. Vonattal utaztak Barreiro városig, majd egy gőzhajón átkeltek a Tejo folyón, ami Lisszabonban, a Terreiro do Paço téren kötött ki. A parton a kormány tagjai és számos udvari előkelőség fogadta a hazatérőket, akik a tiszteletadást követően beszálltak egy nyitott hintóba. A kocsi elindult a királyi család rezidenciája, a Palácio das Necessidades irányába, keresztül a Terreiro do Paço téren, amikor a királyi család üdvözlésére összegyűlt tömegből, közvetlen közelről számos lövést adtak le, több találat érte a hintót. I. Károly azonnal meghalt, a folytatódó lövöldözésben a trónörökös és Portugália királyi hercege, Lajos Fülöp halálosan megsebesült, öccse Mánuel infáns karján sérült meg. A merénylet két elkövetőjét, Alfredo Costát és Manuel Buíçát, akik a republikánus mozgalom tagjainak bizonyultak, a királyi őrség a helyszínen megölte. A közelmúltban a hintón lefolytatott ballisztikai elemzések azonban nem zárják ki több, ismeretlen merénylő létezését.

## A tengerkutató, mezőgazda és festő

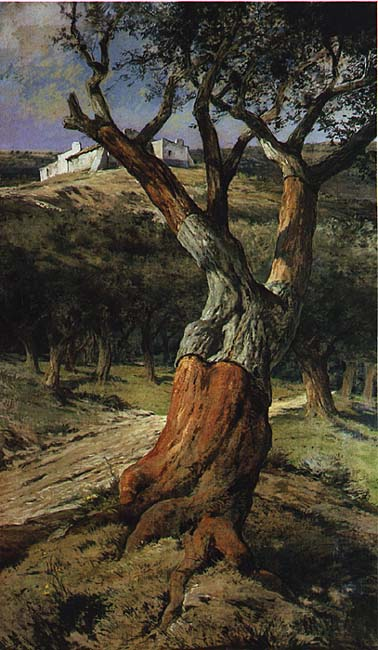
"A Paratölgy" (1905), I. Károly festménye

Károly ügyetlen politikus volt aki nem hallotta meg a társadalmi elégedetlenség hangját, és bár rendkívüli műveltséggel és diplomáciai érzékkel volt megáldva, kora politikusainak gyakori meg nem értésével kellett szembenéznie. Érdeklődéssel követte a 20. század elején megjelenő új technikai vívmányokat. Bevezette az elektromos világítást a Palácio das Necessidadesba, és terveket szőtt Lisszabon utcáinak elektromos közvilágítására.
Bár ezek előremutató lépéseknek tűnhettek, hozzájárultak a népszerűtlenségéhez miután a lakosság ezeket felesleges és költséges hóbortoknak látta. Károly a fényképezés szerelmese is volt, a királyi családról összeállított fényképalbumnak volt a szerzője. Tehetséges festő volt, aki szívesen készített madarakat ábrázoló akvarelleket. Kedvelte a madarakat, odaadóan foglalkozott az ornitológiával.
A madártanon kívül Károly behatóan foglalkozott az oceanográfiával is, felszerelve egy jachtot, az Améliá-t amellyel 1896-1907 között tizenkét expedíción vett részt. 1896-ban Cascaisban, a Palácio da Cidadelában rendeztette be Portugália első tengerbiológiai laboratóriumát. Közeli barátságba került I. Albert herceggel aki szintén elkötelezett híve volt e tudományágnak. 1898-ban Vasco da Gama India hajózási útja felfedezésének 400. éves évfordulóján Károly támogatásával megnyílik a Vasco da Gama Akvárium, amelynek hasonló szerepet szántak, mint a Monacói Oceanográfiai Múzeum. Néhány Károly által végzett, vagy támogatott oceanográfiai kutatómunka világviszonylatban úttörő jelentőségű volt. Az uralkodó emléke előtt tisztelegve, a portugál haditengerészet "D.Carlos I."-nak nevezte el az egyik, napjainkban is tevékeny tengerkutató hajóját.
Károly kiváló mezőgazdász is volt, aki tevékenységével jövedelmezővé tette a Bragança-ház világi földbirtokait amelyek a család tulajdonaként, mindig az elsőszülött fiú és egyben a trónvárományos herceg örökségét képezik. Földjein egyebek mellett bort, olívaolajat, parafát termelt valamint állattenyésztéssel is foglalkozott.

## Családja
Feleségétől, Orleáns-i Amáliától (1865–1951) három gyermekük született:
- Lajos Fülöp, Bragança hercege (1887–1908)
- Mária Anna infánsnő (*/† 1888)
- II. Mánuel, Portugália királya (1889–1932)

Állítólagos törvénytelen gyermeke Maria Pia Szász–Coburg–Gotha Bragança (1907–1995).

## Címek
- 1863-1889: Ő Királyi Felsége A Királyi Herceg I. Károly, Bragança hercege
- 1889-1908: Őfelsége A Leghűségesebb Király, Rex Fidelissimus